# Federal Records
Federal Records – pierwsza jamajska wytwórnia płytowa, założona w Kingston w listopadzie 1954 roku przez Kena Khouriego, początkowo pod nazwą Records Limited; w jej skład wchodziło także studio nagraniowe Federal Studio oraz labele Times Records, Kalypso Records, Kentone Records, FRM Records, Merritone Records i Wild Flower Records.

## Historia
Korzenie wytwórni sięgają roku 1949, kiedy to Khouri w dość przypadkowy sposób nabył w Miami prostą konsolę nagraniową, pozwalającą na wycinanie pojedynczych nagrań na płytach winylowych. Przywiezione przez niego urządzenie, pierwsze tego typu na Jamajce, szybko zrobiło furorę wśród miejscowej ludności, podsuwając Khouriemu pomysł na biznes. Początkowo, wysyłał on zarejestrowane przez siebie acetatowe matryce z nagraniami do Wielkiej Brytanii, gdzie nakład 10-calowych singli (78 RPM) tłoczyła dla niego wytwórnia Decca Records. Chcąc uniezależnić się od tych dostaw, w listopadzie 1954 roku zamówił on od jednej z kalifornijskich fabryk dwie maszyny tłoczące. Równocześnie, przy pomocy żony oraz technicznym wsparciu od pochodzącego z Australii inżyniera dźwięku Graeme'a Goodalla, urządził i wyposażył własne studio nagraniowe. Całe to przedsięwzięcie zlokalizował na zapleczu swojego sklepu meblowego przy 129 King Street; jako że drewniane ściany i blaszany dach budynku nie zapewniały odpowiedniego wyciszenia, większość sesji nagraniowych odbywała się w nocy, gdy cichł ruch uliczny.
W roku 1957 Khouri zakupił lokal przy 220 Foreshore Road (obecnie Marcus Garvey Drive), gdzie otworzył wytwórnię z prawdziwego zdarzenia, wyposażoną w osobne pomieszczenia dla każdego etapu powstawania płyty. Nadając jej wkrótce nazwę Federal Records, chciał on prawdopodobnie nawiązać do nowo powstałej Federacji Indii Zachodnich, zrzeszającej karaibskie kolonie brytyjskie. Do czasu otwarcia przez Clementa "Sir Coxone'a" Dodda Studia One wytwórnia pozostawała głównym ośrodkiem rozwoju muzyki jamajskiej: począwszy od schyłku "złotej ery mento", przez falę popularności ska i rocksteady aż do powstania reggae. W roku 1962 w Federal Studio Leslie Kong zarejestrował debiutancki singel Boba Marleya pt. "Judge Not". Wśród najbardziej znanych artystów, których nagrania wydawane były pod szyldem któregoś z kilku oddziałów Federal, znajdują się m.in. Byron Lee & The Dragonaires, Ernest Ranglin, Eric "Monty" Morris, Hopeton Lewis, Johnny Nash, Ken Boothe. W roku 1981 Khouri sprzedał Federal Records wytwórni Tuff Gong Boba Marleya.
W lipcu 2010 roku nakładem nowojorskiej wytwórni VP Records ukazała się dwupłytowa kompilacja zawierająca antologię największych przebojów wydanych przez Federal w latach 1964-82, zatytułowana The Definitive Collection of Federal Records.

## Labele
- Times (od 1954) - swoją nazwę zawdzięcza wielobranżowemu sklepowi Times Store, prowadzonemu przez Aleca Duriego, który zajmował się dystrybucją pierwszych nagrań Khouriego
- Kalypso (od 1954) - single najpopularniejszych wykonawców mento (m.in. Lord Flea, Lord Tanamo, Count Lasher, Count Owen)
- Kentone (od 1964) - przeważnie wydawnictwa ska (m.in. Byron Lee & The Dragonaires, Ernest Ranglin, Eric "Monty" Morris)
- FRM (od 1965) - skrót od Federal Records Manufacturing (m.in. Ernie Smith, Ken Lazarus, Duke Harris)
- Merritone (od 1966) - przeważnie wydawnictwa rocksteady (m.in. Hopeton Lewis, The Paragons, The Gaylads)
- Wild Flower (od 1974) - przeważnie wydawnictwa reggae; prowadzony przez Richarda i Paula Khourich, dwóch najstarszych synów Kena